# La Izquierda Plural (2014)
La Izquierda Plural es el nombre que adoptó una coalición electoral formada en España para presentarse a las elecciones al Parlamento Europeo de 2014. La candidatura estaba formada por los partidos de ámbito estatal Izquierda Unida (IU), Confederación de Los Verdes y Alternativa Socialista , así como los partidos de ámbito autonómico Iniciativa per Catalunya Verds (ICV), Esquerra Unida i Alternativa (EUiA) y Els Verds-Opció Verda (EV-OV) de Cataluña, Anova-Irmandade Nacionalista y Espazo Ecosocialista Galego de Galicia, Gira Madrid-Los Verdes (GM-LV) de Madrid, Batzarre de Navarra y Ezkerreko Ekimena-Etorkizuna Iratzarri del País Vasco.
La candidatura es heredera de Izquierda Unida-Iniciativa per Catalunya Verds-Esquerra Unida i Alternativa-Bloque por Asturies: La Izquierda que logró 588 248 votos (8,5%) y dos diputados en las elecciones al Parlamento Europeo de 2009. Para esta nueva coalición salieron Bloque por Asturies, que tras su integración en Compromisu por Asturies decidió apoyar la candidatura de Podemos, y Ezker Batua-Berdeak, que había dejado de ser el referente de IU en el País Vasco en 2011.

## Formación de la candidatura
Tras las experiencias de La Izquierda en las elecciones europeas de 2009 y la candidatura de La Izquierda Plural para las elecciones generales de 2011, Izquierda Unida volvió a buscar, en octubre de 2013, una amplia coalición de la izquierda para las elecciones al Parlamento Europeo de 2014. A este llamamiento acudieron Iniciativa per Catalunya Verds, Esquerra Unida i Alternativa, Anova-Irmandade Nacionalista, Batzarre, Espazo Ecosocialista Galego, Construyendo la Izquierda-Alternativa Socialista (CLI-AS), Confederación de Los Verdes, Els Verds-Opció Verda, Gira Madrid-Los Verdes y Ezkerreko Ekimena-Etorkizuna Iratzarri (EKI).
Además de estos partidos, Izquierda Unida abrió la puerta a un acuerdo con otras formaciones de izquierdas como Chunta Aragonesista, con quien tienen acuerdo en el parlamento regional, Equo o Podemos. El partido liderado por Pablo Iglesias Turrión acudió a la llamada pero no logró llegar a ningún acuerdo con IU, mientras que el partido verde declinó la invitación al tener formalizada su candidatura con la Coalició Compromís, a la que la Chunta Aragonesista decidió, finalmente, sumarse para la creación de la coalición Primavera Europea.

## Candidatura

### Candidatos
Los doce primeros puestos de la candidatura fueron los siguientes:
1. Willy Meyer (Izquierda Unida, federación andaluza)
2. Paloma López (Comisiones Obreras, propuesta por Izquierda Unida)
3. Ernest Urtasun (Iniciativa per Catalunya Verds)
4. Marina Albiol (Izquierda Unida, federación valenciana)
5. Maria Lidia Senra (Anova)
6. Ángela Rosa Vallina (Izquierda Unida, federación asturiana)
7. Javier Couso (Izquierda Unida, federación balear)[15]
8. Tasio Oliver (Izquierda Unida, federación andaluza)
9. Nuria Lozano (Esquerra Unida i Alternativa)
10. Lara Hernández García (Izquierda Unida, federación madrileña)
11. Eberhard Grosske (Izquierda Unida, federación balear)
12. Joan Francesc Peris (Federación Los Verdes)

Además, Carlos María Asunción Martínez en el puesto 16 por Construyendo la Izquierda-Alternativa Socialista, María Milagros Rubio en el puesto 26 por Batzarre y Leire Martínez Hierro en el puesto 27 por EKI, son los primeros candidatos del resto de formaciones de la coalición.

### Denominación por territorio
Aunque la candidatura tiene como denominación Esquerra Republicana - L'Esquerra pel Dret a Decidir, en determinadas comunidades autónomas, tal como permite el artículo 222 de la Ley Orgánica de 5/1985, se presenta con una denominación diferente, aunque no cambia la composición ni el orden de la candidatura (salvo en Cataluña, donde solo aparecen los candidatos de ICV y EUiA, en el mismo orden en el que aparecen en la candidatura general, con Ernest Urtasun como cabeza de lista):
| Territorio           | Denominación en la papeleta                                                                 |
| -------------------- | ------------------------------------------------------------------------------------------- |
| Andalucía            | Izquierda Unida Los Verdes Convocatoria por Andalucía: La Izquierda Plural (IULV-CA)        |
| Aragón               | Izquierda Unida de Aragón: La Izquierda Plural (IUA)                                        |
| Asturias             | Izquierda Unida de Asturias - Izquierda Xunida d'Asturies: La Izquierda Plural (IU-IX)      |
| Canarias             | Izquierda Unida Canaria - Los Verdes: La Izquierda Plural (IU-LV)                           |
| Cantabria            | Izquierda Unida de Cantabria: La Izquierda Plural (IUC)                                     |
| Castilla-La Mancha   | Izquierda Unida de Castilla-La Mancha - Los Verdes: La Izquierda Plural (IUCM)              |
| Castilla y León      | Izquierda Unida de Castilla y León: La Izquierda Plural (IUCYL)                             |
| Cataluña             | Iniciativa per Catalunya Verds - Esquerra Unida i Alternativa: L'Esquerra Plural (ICV-EUIA) |
| Ceuta                | Izquierda Unida - Los Verdes: La Izquierda Plural (IU-LV)                                   |
| Comunidad Valenciana | Esquerra Unida País Valenciá - Els Verds: L'Esquerra Plural (EUPV-EV)                       |
| Extremadura          | Izquierda Unida - Verdes - Convocatoria por Extremadura: La Izquierda Plural (IU-V-CE)      |
| Galicia              | Alternativa Galega de Esquerda en Europa: A Esquerda Plural (AGE)                           |
| Islas Baleares       | Izquierda Unida de las Islas Baleares: L'Esquerra Plural (EU-IB)                            |
| La Rioja             | Izquierda Unida - Los Verdes: La Izquierda Plural (IU-LV)                                   |
| Madrid               | Izquierda Unida - Los Verdes: La Izquierda Plural (IU-LV)                                   |
| Melilla              | Izquierda Unida - Los Verdes: La Izquierda Plural (IU-LV)                                   |
| Murcia               | Izquierda Unida - Verdes de la Región de Murcia: La Izquierda Plural (IUV-RM)               |
| Navarra              | Izquierda - Ezkerra: La Izquierda Plural - Ezker Anitza (I-E)                               |
| País Vasco           | Ezker Anitza - Izquierda Unida - Iratzarri -EKI: La Izquierda Plural (IU-EKI)               |

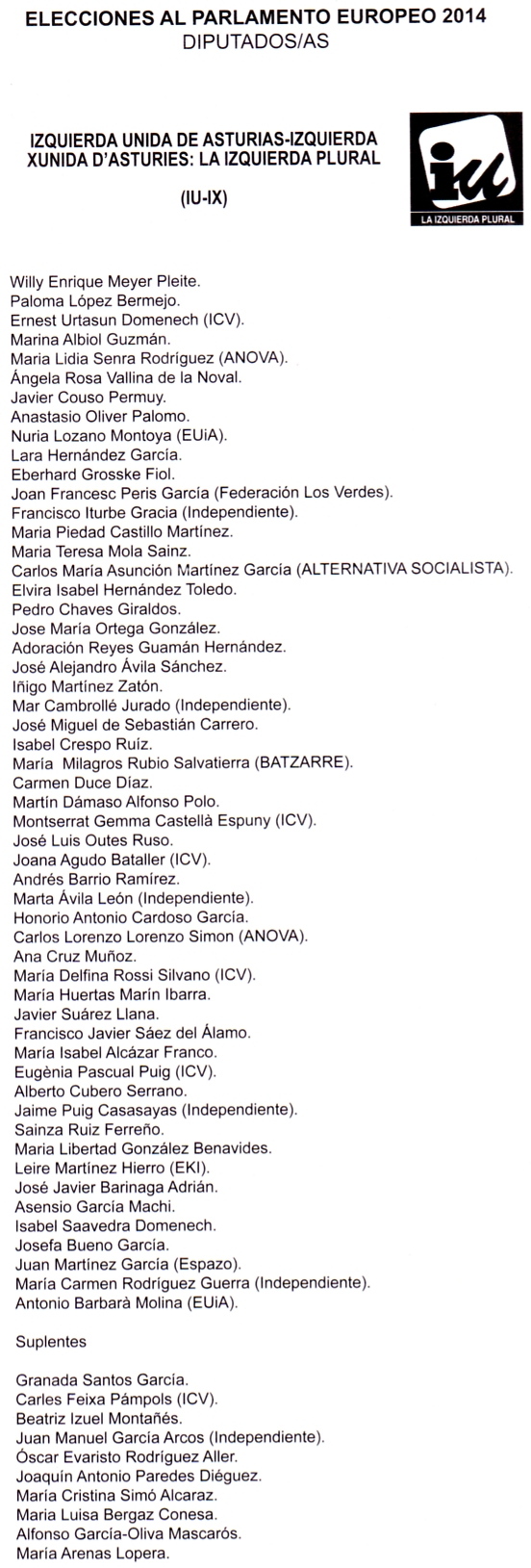
Papeleta electoral utilizada en el Principado de Asturias. Aparece únicamente el logotipo de Izquierda Unida de Asturias - Izquierda Xunida d'Asturies.
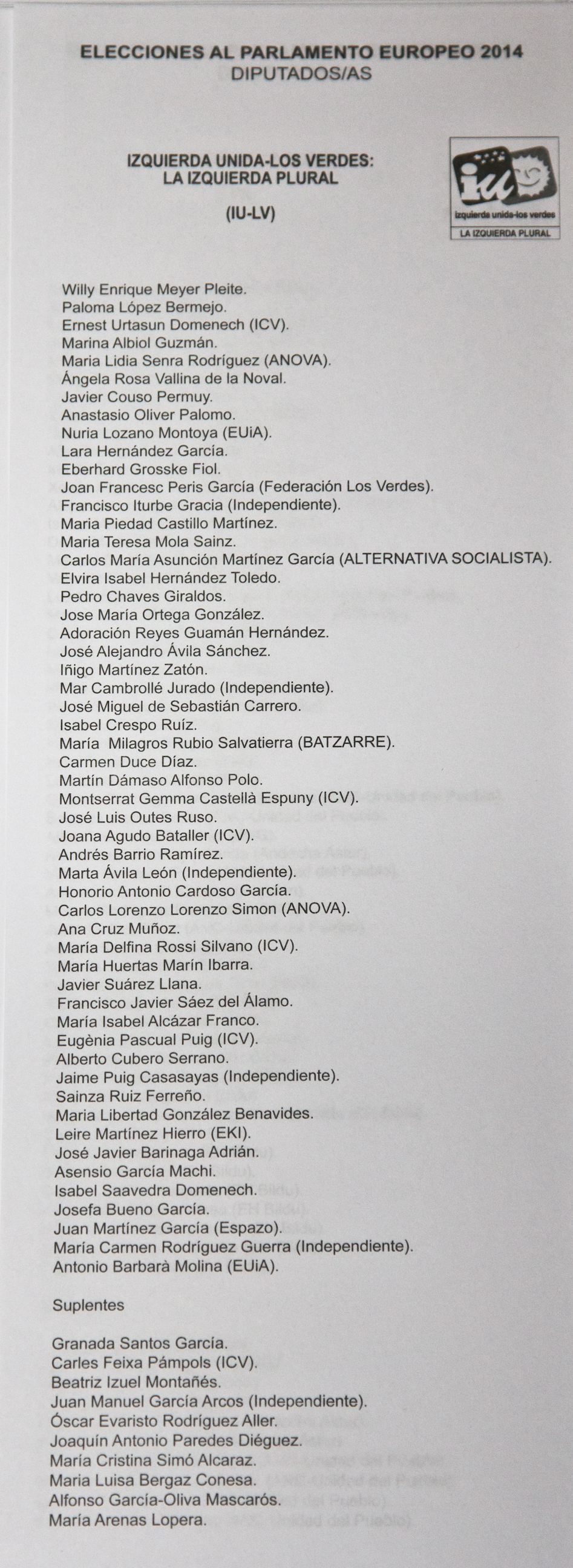
Papeleta electoral utilizada en la Comunidad de Madrid. Aparece el logotipo de Izquierda Unidad-Comunidad de Madrid (nótense las siete estrellas) y el de Los Verdes.
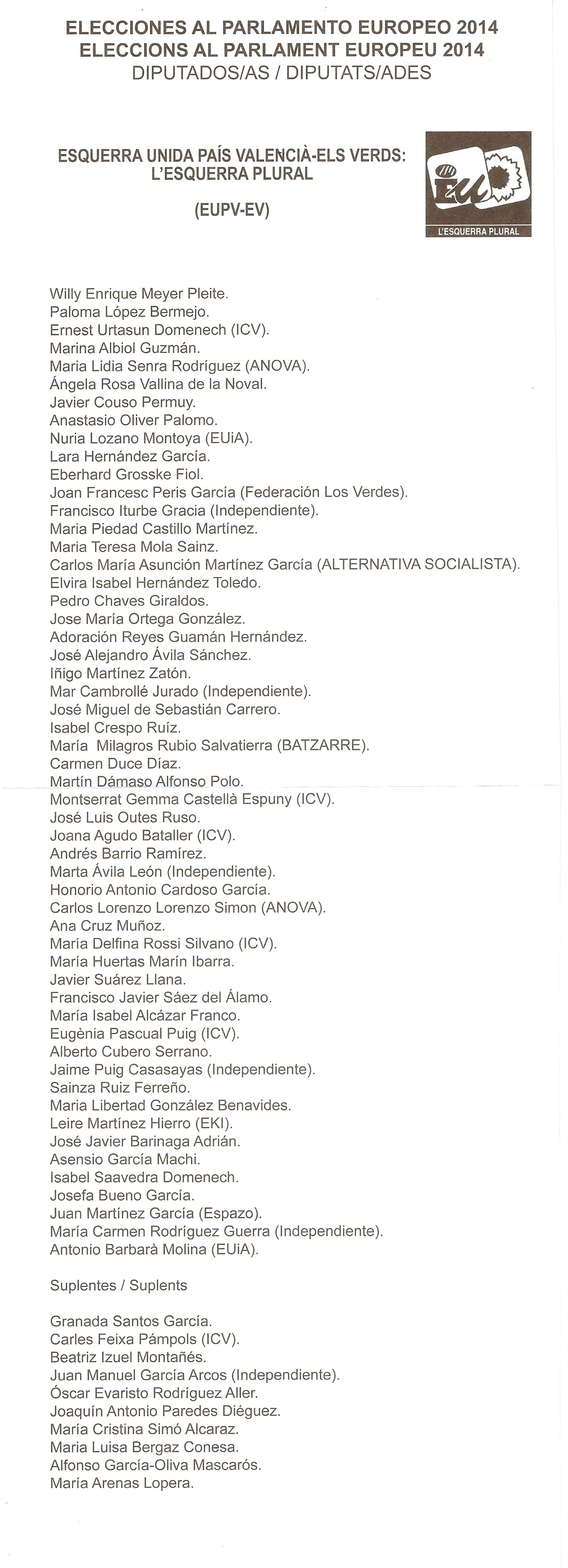
Papeleta electoral utilizada en la Comunidad Valenciana. Presenta el logotipo de Esquerra Unida del País Valencià y el de Los Verdes.
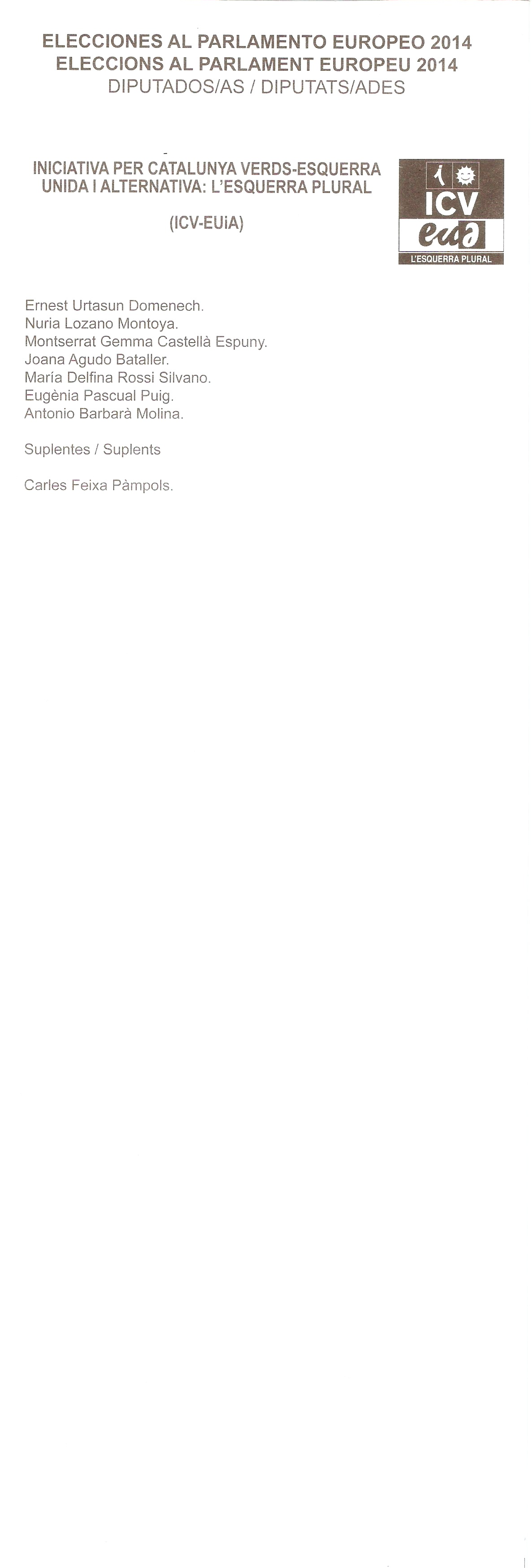
Papeleta electoral utilizada en Cataluña. Presenta los logotipos de Iniciativa per Catalunya y Esquerra Unida i Alternativa. Solo incluye los nombres de los candidatos de ICV y de EUiA, de forma que Ernest Urtasun queda como cabeza de lista aunque en realidad es el tercero.

## Resultados
La Izquierda Plural fue la tercera fuerza política por número de votos, obteniendo 1 575 308 votos (10,03 %) y seis escaños.
| Territorio           | Votos     | %       | Posición |
| -------------------- | --------- | ------- | -------- |
| Andalucía            | 311 201   | 11,62 % | 3º       |
| Aragón               | 43 326    | 9,41 %  | 4º       |
| Asturias             | 48 985    | 12,90 % | 4º       |
| Canarias             | 59 756    | 10,46 % | 5º       |
| Cantabria            | 19 293    | 8,98 %  | 4º       |
| Castilla-La Mancha   | 61 961    | 8,67 %  | 3º       |
| Castilla y León      | 80 081    | 8,29 %  | 4º       |
| Cataluña             | 259 152   | 10,31 % | 4º       |
| Ceuta                | 534       | 3,39 %  | 6º       |
| Comunidad Valenciana | 186 092   | 10,57 % | 3º       |
| Extremadura          | 24 682    | 6,30 %  | 3º       |
| Galicia              | 107 095   | 10,50 % | 3º       |
| Islas Baleares       | 23 928    | 8,86 %  | 4º       |
| La Rioja             | 9324      | 8,13 %  | 4º       |
| Madrid               | 234 667   | 10,57 % | 5º       |
| Melilla              | 485       | 3,34 %  | 5º       |
| Murcia               | 41 860    | 9,79 %  | 3º       |
| Navarra              | 20 704    | 9,48 %  | 4º       |
| País Vasco           | 42 182    | 5,55 %  | 6º       |
| España               | 1 575 308 | 10,03 % | 3º       |

Gracias a los resultados, resultaron elegidos los siguientes candidatos:
1. Willy Meyer (Izquierda Unida)
2. Paloma López (Izquierda Unida)
3. Ernest Urtasun (Iniciativa per Catalunya Verds)
4. Marina Albiol (Izquierda Unida)
5. Maria Lidia Senra (Anova)
6. Ángela Rosa Vallina (Izquierda Unida)

Sin embargo, el 25 de junio de 2014, Willy Meyer anunció su dimisión, sin haber llegado a tomar posesión, al haberse hecho público que el fondo de pensiones para eurodiputados del que era partícipe lo gestionaba una sicav en Luxemburgo. El siguiente puesto en la candidatura lo ocupa Javier Couso.